# Kommunistische Partei Polens (1918–1938)
Die Kommunistische Partei Polens (polnisch Komunistyczna Partia Polski, kurz: KPP) war eine 1918 entstandene und 1938 aufgelöste polnische Partei. Sie vertrat einen marxistisch-leninistischen Standpunkt und war seit 1921 Mitglied der Komintern.
1918 als Kommunistische Arbeiterpartei Polens (polnisch Komunistyczna Partia Robotnicza Polski, kurz: KPRP) gegründet, nahm sie 1925 ihren noch bis 1938 gültigen Namen an. 

## Geschichte

### Gründung
Die Partei wurde am 16. Dezember 1918 auf dem Vereinigungsparteitag der Sozialdemokratie des Königreichs Polen und Litauens und der Polnischen Sozialistischen Partei – die Linke in der Zielna-Straße in Warschau gegründet. Auf dem III. Parteitag 1925 wurde sie in KPP umbenannt.

### Verbot
Im polnisch-sowjetischen Krieg von 1919 bis 1921 vertrat die KPRP prosowjetische Positionen. So versuchte sie, Arbeiterräte zu bilden, die eine revolutionäre Machtergreifung vorbereiten und durchführen sollten. Dabei arbeitete sie eng mit dem in Sowjetrussland geschaffenen Provisorischen Revolutionären Komitee Polens (TKRP) zusammen. Viele KPRP-Mitglieder kämpften an der Seite der Roten Armee und bildeten den Kern der polnischen Roten Armee. In Polen selbst fand der Aufruf zum Kampf gegen die eigene Nation nur geringen Widerhall. Nach Beginn des Krieges traten Tausende von Mitgliedern aus der Partei aus, wodurch die KPRP an Einfluss innerhalb der polnischen Arbeiterbewegung verlor. Im März 1919 wurde sie verboten und musste fortan in der Illegalität arbeiten.
Das Verbot erfolgte gemäß den Bestimmungen der sogenannten „Kleinen Verfassung“, die am 20. Februar 1919 beschlossen worden war. Begründet wurde es mit der Teilnahme der KPRP am Krieg gegen die polnische Republik.

### Mitglied der Kommunistischen Internationale
Seit Juli 1921 gehörte die KPRP der Komintern an und erhielt aus Moskau sowohl finanzielle Mittel als auch Direktiven, zu deren Erfüllung sie unter ständiger Kontrolle durch die Organe der Internationale verpflichtet war. Ab 1923 traten der KPRP auch Organisationen wie die Kommunistische Partei der Westukraine und die Kommunistische Partei Westweißrusslands bei. Gemäß dem Grundsatz, dass es in einem Staat nur eine Sektion der Komintern geben kann, wurden letztere als autonome Bezirke der KPRP behandelt. Die KPRP koordinierte auch die Tätigkeit solcher Organisationen wie der Pioniere (Kinderorganisation), der Kommunistischen Jugend oder der polnischen Sektion der Internationalen Hilfsorganisation für Revolutionäre (die sogenannte Rote Hilfe).

### Auflösung und Rehabilitierung
Seit Mitte der 1920er Jahre wurde die KPP mehr und mehr durch die politische Polizei des polnischen Staates infiltriert. Für diese arbeiteten unter anderem bezahlte Spitzel.
Die Komintern griff häufig in die inneren Verhältnisse der KPP ein. So wurde auf ihre Anweisung hin die Partei von „Parteirechten“ und später von vermeintlichen Trotzkisten gesäubert.
Im Zuge der Polnischen Operation des NKWD innerhalb des Großen Terrors der Jahre 1937/38 wurden beinahe alle ZK- und Politbüromitglieder der KPP (30 von 37 ZK-Mitgliedern) festgenommen und ermordet, darunter Adolf Warski, Maria Koszutska und Bruno Jasieński. Viele weitere Mitglieder waren Repressalien ausgesetzt. Die Partei wurde von der Komintern auf Geheiß Stalins 1938 aufgelöst. Als eines der Motive für die Auflösung der KPP kann der Umstand angesehen werden, dass man ihren Mitgliedern unterstellte, in eine antisowjetische Spionage- und Sabotageorganisation verwickelt zu sein. Andererseits bildeten polnische Spanienkämpfer als auch andere ehemalige Mitglieder und Funktionäre der KPP den personellen Grundstock für die später mit Hilfe der UdSSR gegründete Polnische Arbeiterpartei, ohne dass es ein erneutes Vorgehen gegen die polnischen Kommunisten in ähnlicher Form gab.
Im Februar 1956, wenige Tage vor der Rede von Nikita Chruschtschow beim XX. Parteitag der KPdSU, in der er einige der Verbrechen Stalins benannte, wurde die KPP von der Kominform, der Nachfolgeorganisation der Komintern, rehabilitiert.

## Politische Positionen
Die Partei lehnte die Ordnung des neuen polnischen Staates und daher auch die darauf aufbauende Eigenstaatlichkeit Polens ab. Stattdessen forderte sie die Schaffung einer Polnischen Räterepublik im Rahmen Sowjetrusslands bzw. der Sowjetunion und damit einhergehend einen Verzicht auf die östlichen Grenzgebiete sowie die Schaffung von Sowjetrepubliken auf deren Territorien. Angestrebt wurde eine kurzzeitige Diktatur des Proletariats nach sowjetischem Vorbild.
Wirtschaftspolitisch richtete sich die Politik der Partei gegen das kapitalistische System und für den Aufbau einer zentral verwalteten Planwirtschaft.
Die Wahl zur Verfassunggebenden Nationalversammlung am 26. Januar 1919 wurde von der KPRP boykottiert. Ihr damit verbundenes Ziel bestand darin, eine niedrige Wahlbeteiligung (durch Fernbleiben der von ihr beeinflussten proletarischen Bevölkerungsschichten) zu bewerkstelligen und dadurch die eigene Legitimation gegenüber der parlamentarischen Demokratie zu erhöhen.
Nach dem polnischen Sieg über die Rote Armee und dem Frieden von Riga richtete die Komintern ihre Hoffnung auf einen kommunistischen Umsturz in Deutschland. Die KPRP wurde daher angewiesen, programmatisch eine Rückgabe der nach dem Ersten Weltkrieg von Deutschland an Polen abgetretenen Gebiete (Großpolen, Westpreußen, Teile Schlesiens) an Deutschland zu verlangen. In der polnischen Öffentlichkeit wurde die Partei nun als „fremde Agentur“ wahrgenommen, die sowjetische Interessen vertrat, was zu ihrer Marginalisierung beitrug.
1926 unterstützte sie den Maiputsch Józef Piłsudskis. Bei den Wahlen zum Sejm im Jahre 1928 entstanden mehrere legale Ableger der Partei, die an der Abstimmung teilnahmen. Die meisten Stimmen errangen die Sel-Rob die Rechte, die Einheit der Arbeiter und Bauern, Sel-Rob die Linke, die Vereinigung der bäuerlichen Linken, die Arbeitervereinigung für die Stadt Łódź und der Kampf für die Interessen der Arbeiter und Bauern. Alles in allem errangen die mit der KPP verbundenen Organisationen 829.416 Stimmen. Bei den Wahlen im Jahre 1930 (zum IV. Sejm) entfielen auf die Ablegerorganisationen 286.612 Stimmen. Die  für ungültig erklärten Stimmen hinzugerechnet, wären es etwas mehr als 400.000 Stimmen gewesen (etwa 3,6 % aller Stimmen).
Spätestens mit der Machtergreifung der Nationalsozialisten endete die Hoffnung der Komintern auf ein kommunistisches Deutschland. Die nun von der Komintern verfolgte Strategie der Volksfront-Taktik wurde auch durch die KPP übernommen. Nicht zuletzt aufgrund der Vorgeschichte fand die KPP aber keinen Partner für eine derartige Politik und blieb isoliert.

## Wahlergebnisse

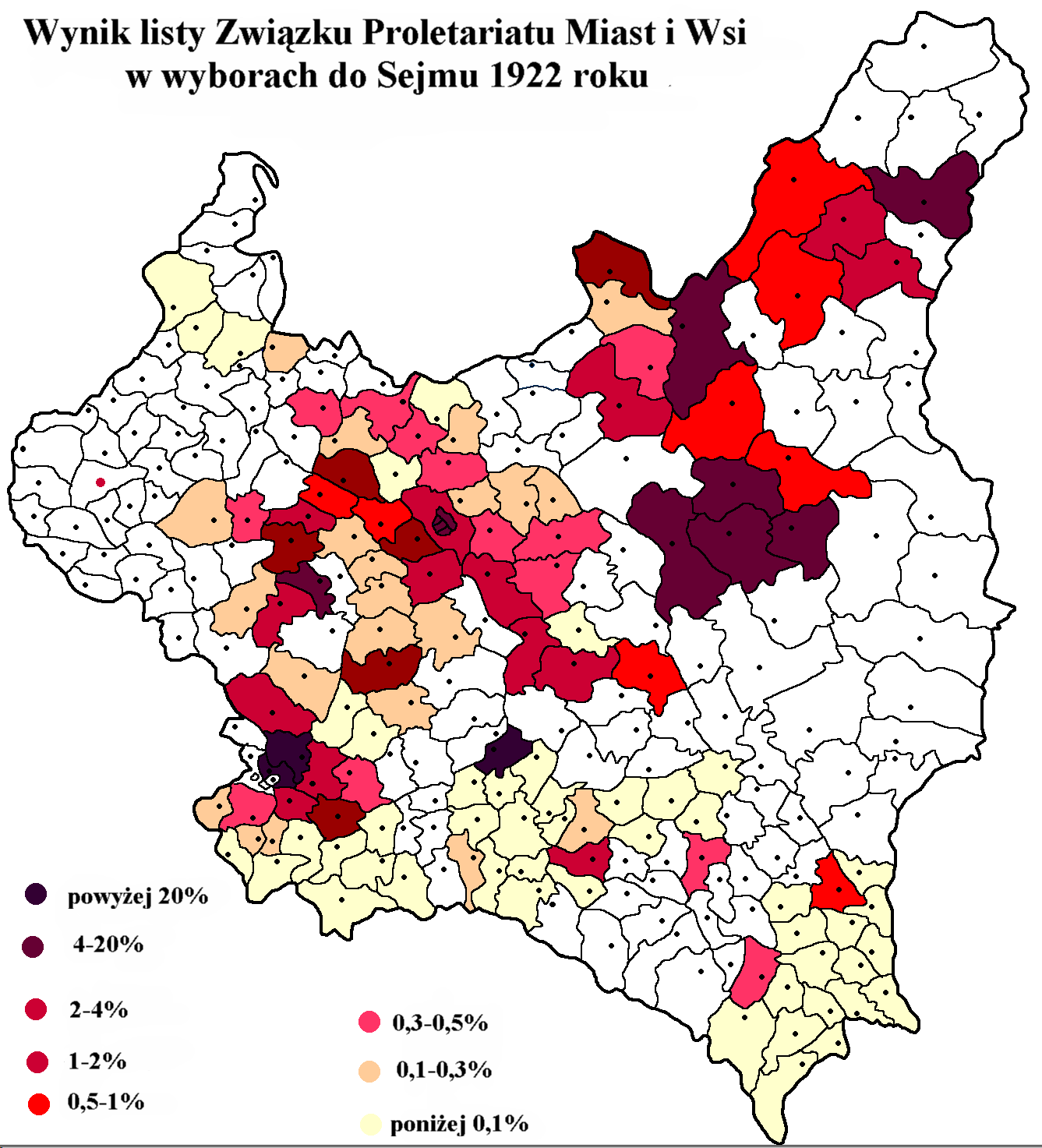
Wahlanteile Sejm-Wahl 1922

Bis zum Ende der Dritten Republik (1939) war die KPRP bzw. die KPP nicht zu Wahlen zugelassen. Bei den Wahlen zum Sejm im Jahr 1922 trat deshalb die Wahlliste Związek Proletariatu Miast i Wsi w wyborach (Bund des Proletariats der Städte und Dörfer) an. Diese Wahlliste erreichte 1,5 % der Stimmen und konnte mit Stanisław Łańcucki und Stefan Królikowski zwei Abgeordnete in den Sejm entsenden.

## Mitgliederentwicklung
1933 zählte die Partei nur etwa 8.000 Mitglieder.

## Parteipresse
Hauptpresseorgan der KPP war die Czerwony Sztandar (Rote Fahne) sowie die im Ausland erscheinende Nowy Przegląd (Neue Rundschau). Unter den – für eine gewisse Zeit – legalen kommunistischen Zeitschriften befanden sich sowohl Zeitschriften mit einer hohen Auflage, wie z. B. die Sztandar Socjalizmu (Fahne des Sozialismus; Tageszeitung der KPRP mit einer Auflage von 10.000 bis 30.000 Exemplaren), oder die Dziennik Popularny (Populäre Zeitung, seit 1936 in einer Auflage von 50.000 Exemplaren herausgegeben), als auch Zeitschriften mit einer geringeren Reichweite. Die KPP koordinierte auch die Herausgabe eines breiten Spektrums von illegalen Schriften. In dem Bemühen eine möglichst große Zahl von Abonnenten zu erreichen, gab die KPP zusammen mit den Kommunistischen Parteien Westweißrusslands und der Westukraine Propagandamaterialien in polnischer, russischer, weißrussischer, ukrainischer, litauischer und jiddischer Sprache heraus.

## Führende Funktionäre
- Franciszek Fiedler
- Maksymilian Horwitz (Pseud. „Henryk Walecki“)
- Maria Koszutska (Pseud. „Wera Kostrzewa“)
- Alfred Lampe
- Julian Leszczyński-Leński
- Adolf Warski